# Zásek (film)
Zásek, ve francouzském originále 8 Rue de l'Humanité, je francouzská filmová komedie režiséra a scenáristy Danyho Boona. Na scénáři se kromě Boona podílela i Laurence Arné a oba si ve filmu zahráli hlavní role. Kromě nich se ve filmu objevili Liliane Rovère, Yvan Attal, François Damiens, Alison Wheeler, Tom Leeb a Jorge Calvo.
Film měl premiéru 20. října 2021, kdy byl celosvětově distribuován prostřednictvím Netflixu.

## O filmu
Kvůli pandemii covidu-19 a restrikcím spojeným s ní jsou pařížské ulice vylidněné. Zatímco někteří odjeli na venkov, sedm rodin zůstává ve svém domě na adrese 8 Rue de l'Humanité v 11. pařížském obvodu. Obyvateli domu jsou majitelka bistra, která dělá vše pro to, aby svůj podnik otevřela; ambiciózní vědec, který chce najít vakcínu; hypochondr a jeho žena právnička, která se snaží skloubit svůj profesní a rodinný život; fitness trenér, který je nucen vysílat své lekce přes internet a během izolace začíná přibírat na váze; jeho těhotná partnerka, která se chce proslavit písní proti covidu. Je tu také arogantní majitel domu, úspěšný podnikatel, který ale zjistí, že nemůže učit ani svého osmiletého syna.
Restrikce nakonec vedou i k něčemu dobrému: obyvatelé během tří měsíců izolace zažijí radosti i starosti, poznají jeden druhého, sblíží se, pohádají a usmíří.

## Obsazení
| Dany Boon           | Martin                                          |
| Laurence Arné       | Claire, Martinova manželka a právnička          |
| Liliane Rovère      | Louise, majitelka bistra                        |
| Yvan Attal          | Gabriel, vědec                                  |
| François Damiens    | Tony, majitel domu                              |
| Tom Leeb            | Samuel, fitness trenér                          |
| Alison Wheeler      | Agathe, Samuelova těhotná přítelkyně a zpěvačka |
| Jorge Calvo         | Diego, údržbář                                  |
| Nawell Madani       | Leïla, nová nájemnice                           |
| Myriam Bourguignon  | Isabelle, Tonyho manželka                       |
| Rose de Kervenoaël  | Louna, dcera Claire a Martina                   |
| Milo Machado Graner | Basile, syn Tonyho a Isabelle                   |
| Éve Margnat         | Victoire, dcera Tonyho a Isabelle               |